# Podmoky (district de Havlíčkův Brod)
Pour les articles homonymes, voir Podmoky.
Podmoky (en allemand : Podmok) est une commune du district de Havlíčkův Brod, dans la région de Vysočina, en République tchèque. Sa population s'élevait à 133 habitants en 2020.

## Géographie
Podmoky se trouve à 4 km au nord-ouest de Golčův Jeníkov, à 28 km au nord-nord-ouest de Havlíčkův Brod, à 50 km au nord-nord-ouest de Jihlava et à 77 km à l'est-sud-est de Prague.
La commune est limitée par Bratčice et Okřesaneč au nord, par Golčův Jeníkov à l'est et au sud, et par Vlkaneč à l'ouest.

## Histoire
La première mention écrite de la localité date de 1360.